# Sem vergonha

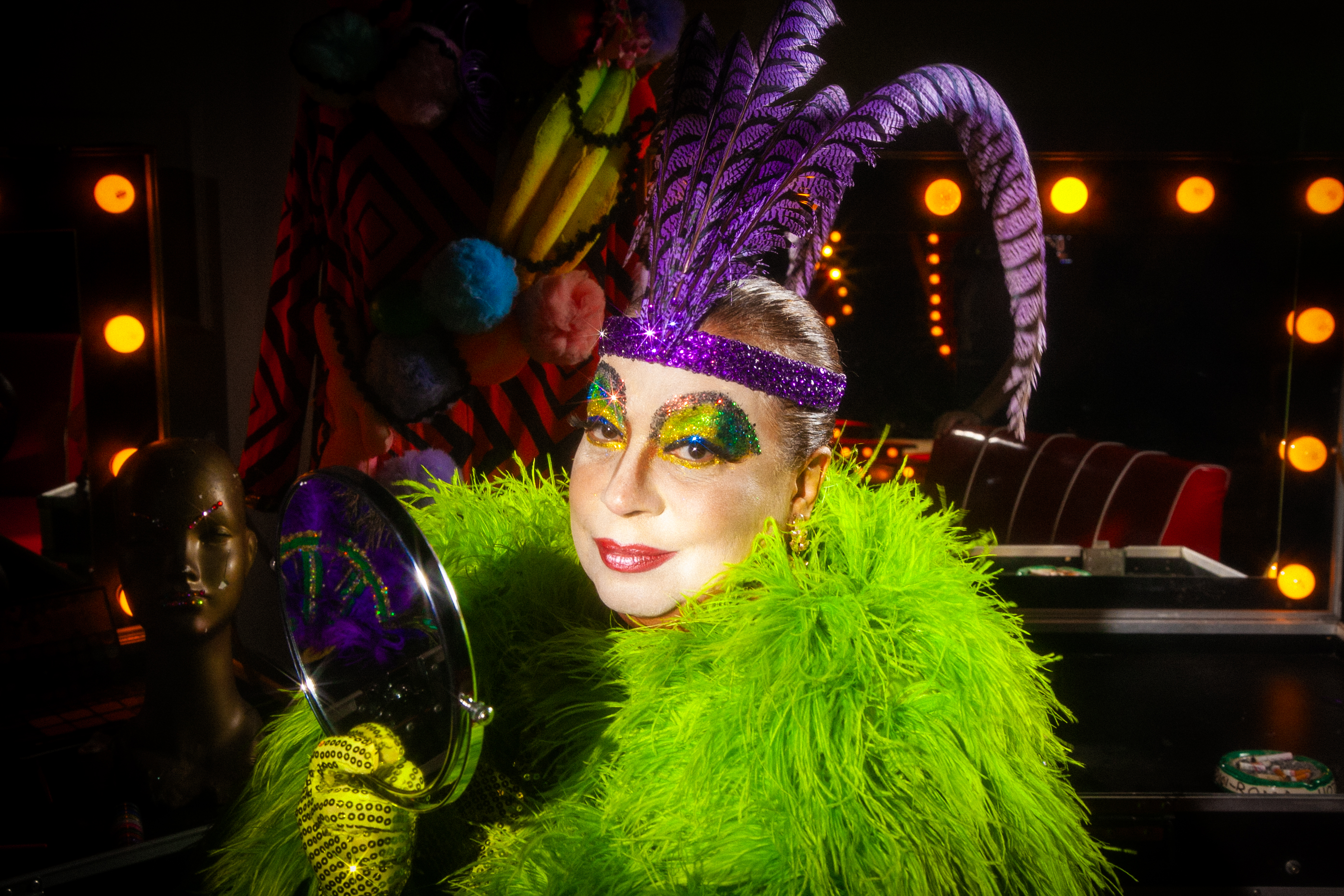
Maria Alcina em cena de "Sem vergonha"

Sem vergonha é um filme documental biográfico longa-metragem (79 minutos) com a artista Maria Alcina dirigido por Rafael Saar.

## Sinopse
Masculina, feminina, livre, popular, um prato bem brasileiro. Filha da Chanchada, Carmem Miranda reencarnada. Processada pela ditadura, vocifera! Eles perguntam: “Por que você canta desse jeito?”. O que guarda Maria Alcina por trás de seu sorriso? Confete e serpentina: a cantora sem vergonha.

## Festivais
48ª Mostra Internacional de Cinema em São Paulo, 2024
28ª Mostra de Cinema de Tiradentes, 2025
17⁰ Festival Internacional do Documentário Musical, 2025

MIMO Festival 2025